# 瑪莎·麥肯塞克
瑪莎·麥肯薩克（英語：Martha MacIsaac，1984年10月11日—），加拿大女演員。

## 簡歷
瑪莎在加拿大愛德華王子島夏洛特敦出生與成長，她曾參與多部電影的演出，包括《男孩我最壞》、《魔屋》、《黎明前的死者》(Dead Before Dawn)和《勝負反手拍》。她還曾在電視台工作並擔任配音員。目前定居美國洛杉磯。

## 外部連結
- 瑪莎·麥肯塞克在互联网电影资料库（IMDb）上的資料（英文）
- About Martha on CBC webpage （页面存档备份，存于）